# Figli del vento
Figli del vento (Hijos del viento) è un film del 2000 diretto da José Miguel Juàrez con protagonisti Carlos Fuentes, Ursula Murayama, José Sancho e Bud Spencer. Il film è stato girato interamente in Messico.

## Trama
Nel 1518, durante gli anni della colonizzazione del Messico da parte degli spagnoli guidati da Hernán Cortés, il giovane spagnolo Rodrigo naufraga sulle coste messicane insieme a Quintero. Qui ha modo di conoscere Tizcuitl, la giovane figlia di un re azteco che combatte per la libertà del suo popolo. I due vivranno una intensa storia d'amore sullo sfondo di un momento storico in cui il fondamentalismo prevale sui sentimenti individuali.